# Río Guaire

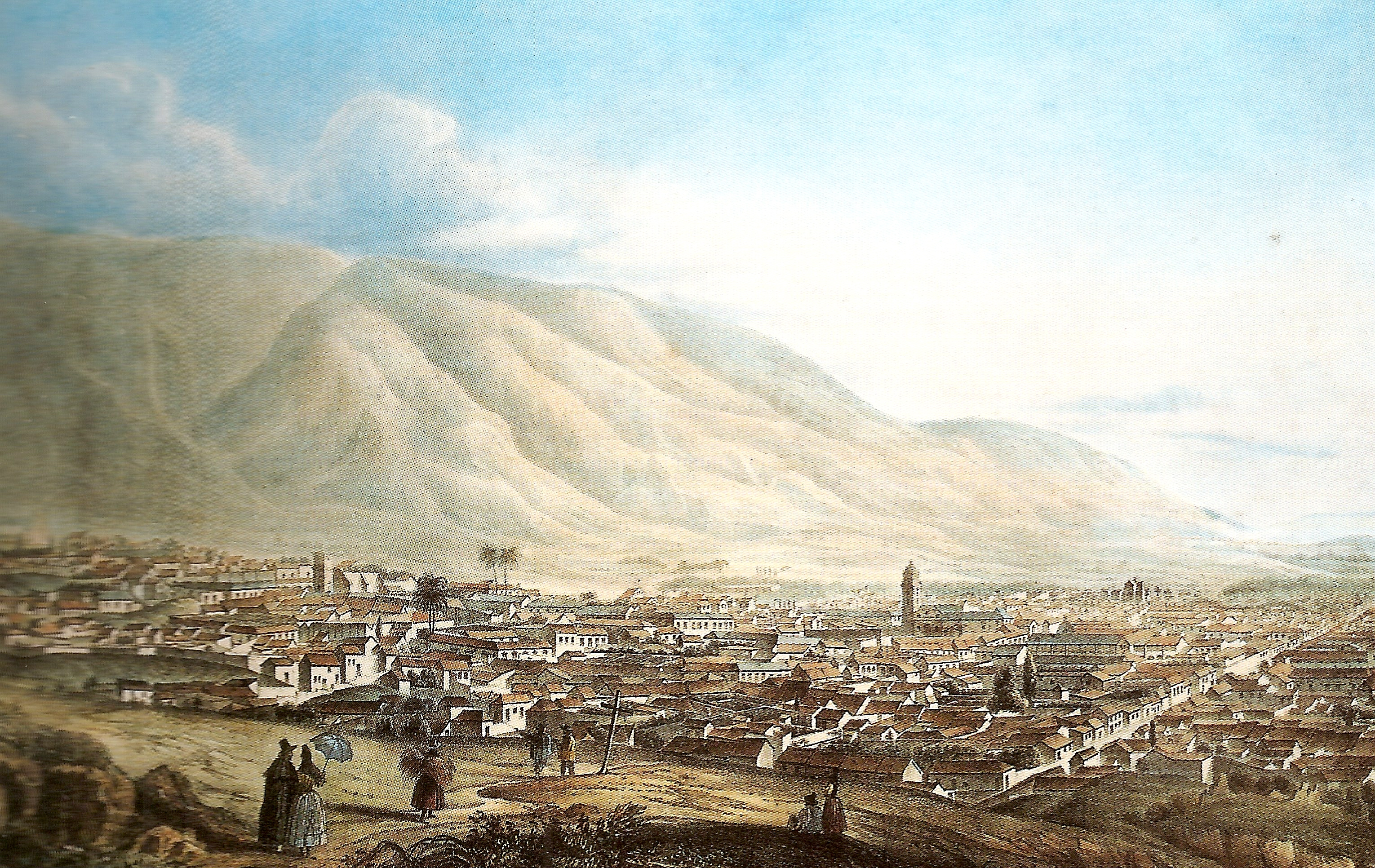
Valle de Caracas según Joseph Thomas en 1839.

El río Guaire es un río corto de Venezuela, uno de los afluentes del río Tuy y la principal vía fluvial del valle de Caracas. Su longitud es de 72 km. Nace en la confluencia de los ríos San Pedro y Macarao, en un lugar que se denomina Las Adjuntas, y atraviesa la ciudad de Caracas en dirección sudeste.
Antes del siglo XX, el río no estaba contaminado, además era la fuente de agua de todos los habitantes. A finales del siglo XIX, durante el gobierno del presidente Antonio Guzmán Blanco, este dotó a Caracas de cloacas y alcantarillado, pero ordenó a que se utilizara el río Guaire como la vía principal de desagüe de las aguas residuales de la ciudad.
Desde comienzos del siglo XXI, el río Guaire se encuentra en una situación ecológicamente preocupante, puesto que constituye la principal vía de desagüe de las aguas residuales en la capital venezolana.

## Historia
La historia de la ciudad de Caracas ha estado vinculada con el río Guaire y su cuenca, de los tiempos coloniales son diversas la citas de actividades relacionadas con el Guaire así como con sus afluentes Caroata, Catuche y Anauco.

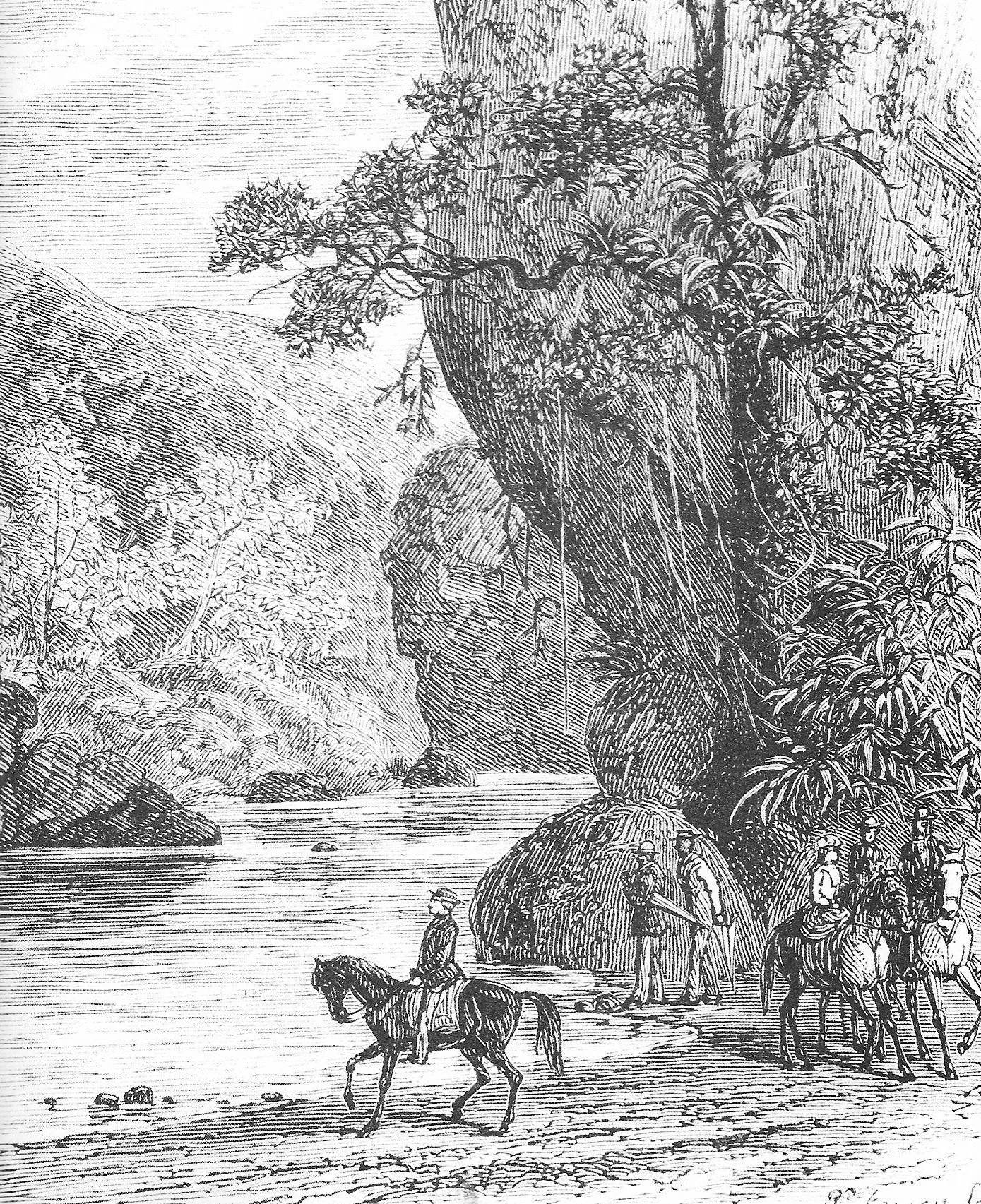
Vista del Peñón de El Encantado con el grupo de excursionistas acompañantes de James Mudie Spence en 1872. Grabado a partir de una acuarela de Ramón Bolet (1836-1876).

Hacia finales del siglo XVIII y comienzos de siglo XIX comienzan a llegar a Venezuela una serie de naturalistas con el propósito de realizar colectas botánicas y zoológicas, así como estudios de historia natural, astronómicos, geológicos y geográficos, realizándose así las primeras descripciones técnicas y científicas sobre el río Guaire y su cuenca, entre estos pioneros cabe destacar al ilustre naturalista alemán Alejandro de Humboldt el cual plasma notas y observaciones en su libro Viaje a las regiones equinocciales del nuevo mundo a lo largo siglo XIX diferentes viajeros y naturalistas comentaran en sus libros datos sobre el río Guaire y cuenca los cuales van desde aspectos de la vida diaria de los caraqueños y su relación con el río, hasta datos técnicos sobre características del río como lo puede ser la existencia de una gran cueva cuyos orígenes se remontan al jurásico tardío y denominada el Consumidero.
De estos naturalistas, viajeros y exploradores merecen mención. Miguel María Lisboa embajador del Brasil y quien plasma sus notas en su libro “Relaçao de un viagem a Venezuela, Nova Granada e Ecuador” (1866); Pal Rosti fotógrafo húngaro quien viaja por el país realizan fotografías y deja plasmadas sus observaciones en su libro “Uti Enlékezetek Amerikábol”. (1861); James Mudie Spence británico en su libro  “The land of Bolívar, or war pace and aventure in the Republic of Venezuela” (1871) pública observaciones sobre el río Guaire y su cuenca; Anton Goering, naturalista alemán pública sus notas en su libro “Vom tropischen Tieflande zum ewigen Schnee”. (1892); Carl Sachs prusiano quien con Anton Goering, recorre Caracas y realiza observaciones sobre El Guaire, finalmente se tiene los relatos de la francesa Jenny de Tellenay en su libro “Souvenirs de Venézuela”.

### Energía eléctrica de Caracas

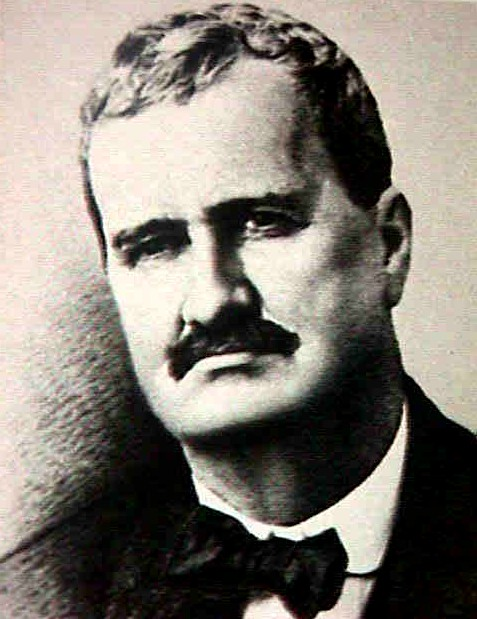
Ingeniero Ricardo Zuloaga quien diseñó el sistema de estaciones hidroeléctricas del río Guaire a finales del.

El 8 de agosto de 1897 la Compañía Anónima Electricidad de Caracas fundada dos años antes en 1895 por el ingeniero Ricardo Zuloaga instala la primera estación hidroeléctrica conocida como Estación el Encantado, localizada al este de El Hatillo (estado Miranda) al pie del Peñón de las Guacas en la zona conocida como el Cañón del río Guaire, iniciando de esta manera la etapa de iluminación eléctrica de la ciudad de Caracas; dos eventos de importancia pasaran a formar parte de la historia el primero de ellos es que de esta manera Caracas pasa a ser unas de las pocas ciudades del mundo que para esa época contaba con fluido eléctrico continuo producido mediante el aprovechamiento de corriente de agua, el segundo es que Caracas será la primera ciudad en Latinoamérica en recibir electricidad producida a distancia.

#### Hidroeléctrica El Encantado
La Estación El Encantado constaba de cuatro turbinas generadoras de 240–260 caballos cada una, sistema Girard de eje vertical, y dos de 20 y 40 caballos Sistema Jonvald. De estas plantas partían dos líneas de conducción hasta un local en las inmediaciones de la estación del Ferrocarril Central donde se encontraban localizados los transformadores para iniciar así la distribución por la ciudad.

#### Hidroeléctrica Los Naranjos
A consecuencia del aumento en la demanda del fluido eléctrico fue necesario la construcción de una nueva estación generadora en el caserío rural conocido como Los Naranjos (Municipio El Hatillo). En el periodo comprendido entre 1902 a 1908 fueron instaladas las unidades de la estación con capacidad para generar 1000 kilovatios las cuales para el año de 1911 serán remplazadas por unidades generadoras de 2000 kilovatios.
Actualmente el lugar se encuentra bastante deteriorado por la abundante vegetación y el descuido de las autoridades competentes. Es importante resaltar que desde allí se puede observar la montaña donde esta la Cueva de los Zuloaga.

#### Hidroeléctrica La Lira
Esta planta localizada en el sitio denominado como estación La Lira sobre curso del río Guaire, comienza funcionar en 1911 con unidades generadora de 2000 kilovatios. Cesa sus actividades en 1957, la misma está ubicada entre el sector Caicaguana y la Tiama.

### Proyecto de saneamiento
En 2005, durante el gobierno del presidente Hugo Chávez, se organizó un plan para su saneamiento frente a varios mandatarios regionales, y el 18 de agosto prometió que “El año que viene los invito a todos y a ti, Daniel Ortega, te invito a que nos bañemos en el Guaire el año que viene”. Jacqueline Faría, la ministra de ambiente para entonces, fue encargada de llevar el proyecto. En 2006 se destinaron 772 mil millones de bolívares para la obra, y en 2007 Jacqueline Faría aseguró que a pesar de que la limpieza de un río como el Guaire podría tardar hasta 15 años, el “proceso revolucionario” lo entregaría saneado en 2014. Hasta julio de 2016, el Banco Interamericano de Desarrollo desembolsó 83,6 millones de dólares para sanear el río Guaire, y en el mismo año la Comisión Permanente de Administración y Servicios de la Asamblea Nacional, presidida por el diputado Stalin González, en conjunto con la Comisión de Ambiente y Recursos Naturales, denunciaron que se habían gastado 77 millones de dólares para el saneamiento del río, cuando la ejecución del proyecto fue de apenas 26 %.
El 19 de abril de 2017, durante la Madre de Todas las Marchas en las protestas en Venezuela de 2017, varios manifestantes opositores tuvieron que cruzar el río Guaire para escapar de las bombas lacrimógenas usadas por las fuerzas de seguridad; un usuario de Twitter le preguntó sobre el destino de los dólares dirigidos al proyecto de saneamiento, a lo cual Faría respondió "Se invirtieron completicos sino pregunta a tu gente que se bañó sabroso!". Su respuesta generó una gran cantidad de réplicas en repudio a la declaración. Según Juan Bautista González, profesor de la Universidad Central de Venezuela que coordinó el componente social del Proyecto de Saneamiento del río Guaire Catia hasta Quinta Crespo, en la recuperación del río Guaire se habían invertido 14 mil millones de dólares, los cuales según él fueron "robados". Hasta la fecha se desconoce el destino de la inversión del proyecto.

### Minería
La minería en el río Guaire es una práctica que data de al menos 1994, cuando la periodista Anna Vaccarella en el programa “Alerta” transmitido por Radio Caracas Televisión mostró cómo algunos venezolanos en situación de calle se dedicaban a esta actividad. Sin embargo, durante la crisis en Venezuela, la devaluación de los salarios y la paralización de obras de construcción gubernamentales ha obligado a más personas a recurrir a la minería, incluyendo personas que no viven en la indigencia. A partir de 2016 decenas de personas comenzaron a buscar metales diariamente en las cloacas, y en el punto más concurrido a del cauce, Caño Amarillo, se ha reportado la presencia de hasta trescientas personas. Los mineros dedican minutos y hasta horas buscando y escarbando dentro del agua buscando prendas como anillos, cadenas, broches, dijes y joyas de metales preciosos como oro, plata o cobre. Generalmente no usan ninguna protección, guantes o botas, y algunos hasta trabajan sin camisa o calzado, vistiendo solo shorts, a pesar de las enfermedades que se pueden contraer en el desagüe. Entre 2017 y 2018 los mineros reportaron que diariamente se podían ganar entre 100.000 hasta 500.000 bolívares en piezas, o hasta 19 millones de bolívares semanales, mucho más que el salario mínimo en Venezuela o el salario de empleados como obreros, albañiles o pintores.

### Navidad de 2019
En diciembre de 2019, el gobierno de Nicolás Maduro colocó una gran cantidad de luces en el Río Guaire para festejar la Navidad. Varios venezolanos manifestaron su descontento de esta acción ante las fallas eléctricas, el racionamiento de electricidad y los apagones reportados a nivel nacional, también quejándose por el proyecto de saneamiento que hasta la fecha no se había realizado.

## Cuenca del río Guaire

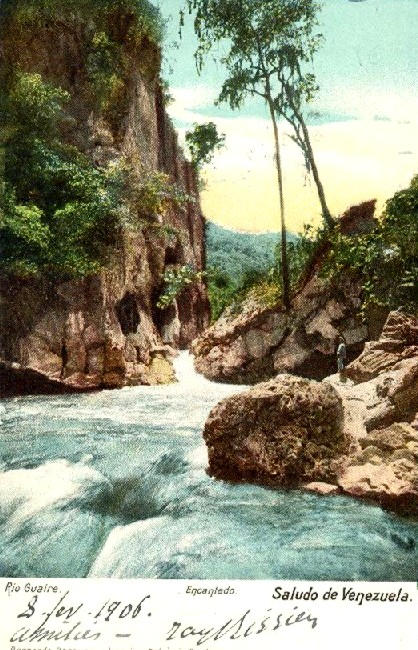
Postal de 1906 donde se aprecia el Cañón del río Guaire.

La red hidrográfica de la ciudad de Caracas está conformada por la cuenca del Río Guaire la cual es una subcuenca del Río Tuy siendo este el principal río de la región centro norte de Venezuela dicha cuenca del Guaire atraviesa el valle donde se localiza la ciudad de oeste a este (Las Adjuntas – Petare) comprende unos 655 kilómetros cuadrados, unos 45 km de largo y unos 15 de ancho, presenta forma rectangular. La cuenca está formada por el Valle de Caracas, el cual es relativamente alto, estrecho y largo, rodeado por la alta y empinada Cordillera de la Costa, la cual corre paralela al litoral central.
El río Guaire nace de la confluencia de los ríos Río San Pedro y Río Macarao en la localidad de Las Adjuntas al oeste de la ciudad. 10°25′31″N 67°0′44″O / 10.42528, -67.01222 El primero de estos ríos ha de considerarse como el Guaire en su curso más superior, tanto por ser el de mayor longitud así como por corresponder su curso a la continuación del curso Guaire. Desemboca el río Guaire al este de la población mirandina de Santa Teresa del Tuy 10°14′11″N 66°38′43″O / 10.23639, -66.64528 a unos 65 km al Sureste de Caracas.
Desde la localidad de las Adjuntas la corriente del río Guaire se convierte en una corriente de poco desnivel y la cual se mantiene a lo largo de su desplazamiento de oeste a este por toda ciudad de Caracas hasta la localidad de Petare en donde se desvía su curso en dirección sudeste penetrando a través de una garganta originada en una zona de fractura (el denominado Cañón del río Guaire). A partir de Petare se torna un río con pendiente escabrosa y sobre un lecho rocoso fluye hasta la población de Santa Lucía, Miranda donde de nuevo entra en una región abierta y ondulada hasta su desembocadura en el río Tuy.  

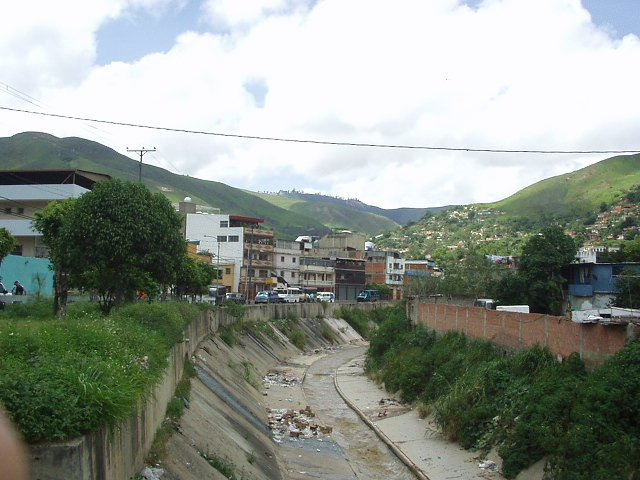
Río San Pedro.

A lo largo de su recorrido por la ciudad de Caracas su curso ha sido canalizado con el objeto de evitar inundaciones al ocurrir crecidas del volumen en la estación lluviosa. La mayor parte del agua del río Guaire proviene de los ríos de la vertiente Norte, de la vertiente sur solo dos ríos presentan importancia por el volumen de agua que aporta al volumen total del Guaire, esos ríos son el Valle y quebrada Baruta.
 
En la zona de El Encantado o cañón en donde se desvía su curso se desplaza a través de una garganta originada en una zona de fractura, el paisaje está formado en casi su totalidad grandes peñones abruptos con topografía kárstica característica, constituida de Mármol de Zenda del Jurásico tardío, en la zona se observan cuevas, simas y depresiones; un ejemplo es el llamado Peñón de las Guacas o de Los Carraos, al este de la Urbanización La Lagunita Country Club, donde el río Guaire forma un profundo cañón y en él se localizan enclavadas la Cueva Zuloaga y la Cueva los Carraos (Mi.14)

### Tributarios de la vertiente Norte sector La Adjuntas - Petare
Los cursos de agua de la vertiente norte del río Guaire son:
Río San Pedro: tiene su origen en un ramal interior de la Cordillera de la Costa al oeste de la comunidad de San Pedro en el estado Miranda, en el Pico El Arado, a una altitud de 2050 metros, a 30 kilómetros aproximadamente al Sur Oeste de Caracas, en el lugar donde se origina el río es denominado como Soledad y este ramal hace divisoria entre las aguas del río San Pedro y el río Tuy.

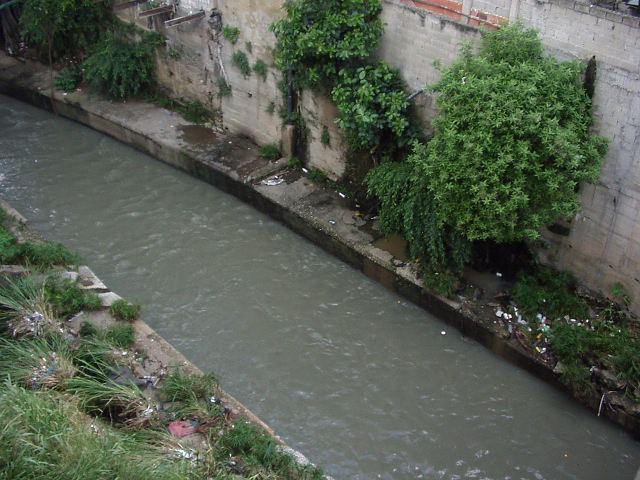
Quebrada Caroata.

Río Macarao: se origina de la unión de las quebradas Cajón y los Indios los cuales nacen en el mismo ramal del Río San Pedro y a una altitud de unos 1600 m s. n. m. La cuenca de este río se ha utilizado desde el último cuarto del siglo XIX como acueducto para suministrar agua a la ciudad Caracas, en la actualidad se halla protegida bajo el régimen de parque nacional.
Quebrada Caroata: en la actualidad esta quebrada corre hoy en su mayor parte embaulada por debajo de la urbanización el Silencio y el casco central de la ciudad. Se origina en el ramal de la cordillera llamado Catia donde recibe las aguas de diversas quebradas como son: Agua Salada, Agua Salud y El Polvorín que se localizan por sobre los 1400 m s. n. m. La quebrada Caroata se origina en la confluencia del Topo Las Piñas a 1316 m s. n. m., de allí avanza hacia el este hasta terminar en El Calvario donde enrumba hacia el sur para desembocar en el Guaire frente a la urbanización El Paraíso.

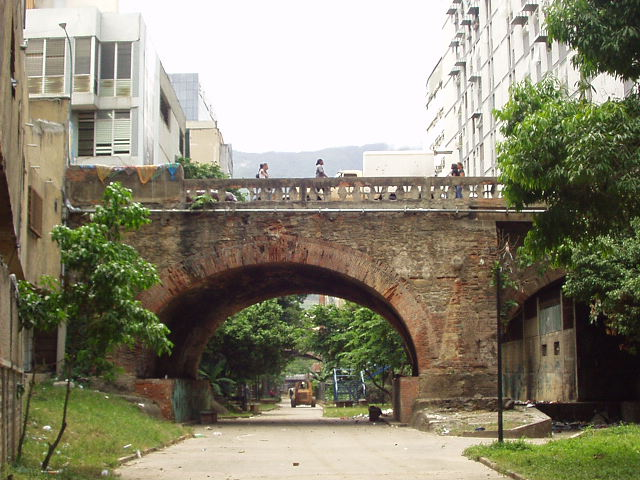
Curso embaulado del río Anauco.

Río Catuche: nace en la fila maestra de la Cordillera de la Costa al pie de Las culebrillas a una altitud de 1807 m s. n. m., entre sus tributarios de su vertiente occidental se encuentran las quebradas El Cedro, Las Mayas, entra en la ciudad por la lares de puerta de Caracas y después de cruzar parte de la ciudad desemboca en el río Guaire en San Agustín del Norte.
Río Anauco: tiene su origen en la fila maestra de la Cordillera de la Costa en las cercanías de Boca de Tigre a una altitud de 1897 m s. n. m., entre sus tributarios hallamos las quebradas Guayabal, Bosúa, Caraballo, los ríos Gamboa y Cotiza. Desemboca en el Guaire a nivel al oeste del Parque Los Caobos.
Quebrada Honda: se forma en Sarría teniendo con principal afluente la quebrada San Lázaro y desemboca en el río Guaire luego de cruzar el Parque Los Caobos por los lados de Plaza Venezuela.

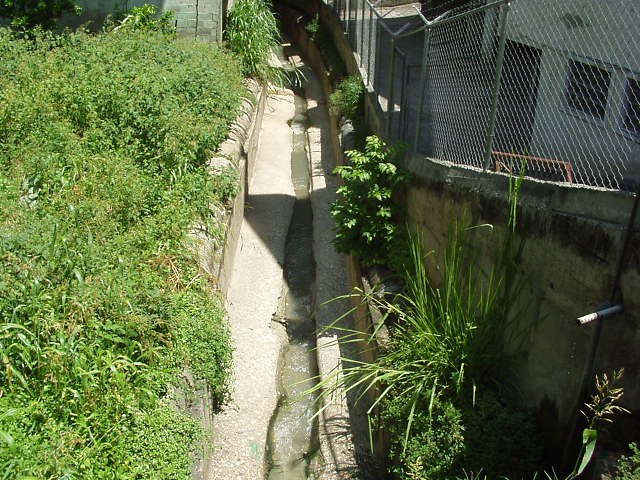
Quebrada Chacaito.

Quebrada Maripérez: esta quebrada da su nombre a un barrio de la ciudad de Caracas, en su parte superior esta quebrada recibe el nombre de quebrada Yerba Buena, tiene su origen en la zona de El Papelón a 1584 m s. n. m. y desemboca en el río Guaire en Plaza Venezuela.
Quebrada Los García: cruza al oeste de la urbanización La Florida y desemboca al Guaire delante de la desembocadura del río El Valle en los lares de Bello Monte.
Quebrada El Ávila: nace al oeste de El Papelón y recibe las aguas de la quebrada el Cuño a nivel de la urbanización El Ávila, por el este, proveniente de una altura de 2159 m s. n. m. recibe las aguas de la Quebrada Chacaito por los lados de Sans-Soucí, para finalmente desembocar en el Río Guaire cerca de la entrada a la avenida principal de la urbanización Las Mercedes, antes del puente La Trinidad. 

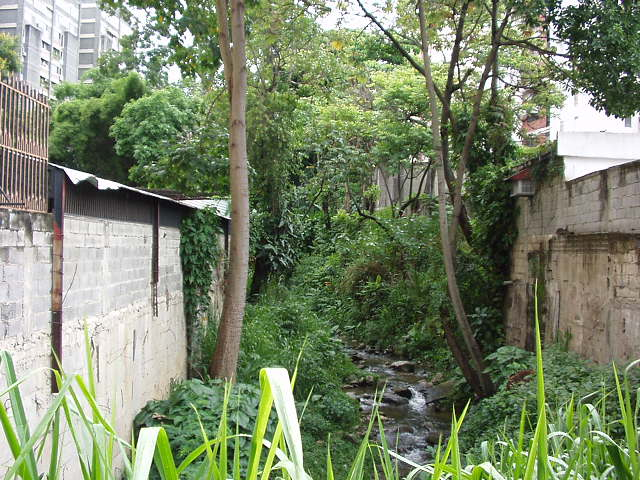
Quebrada Sebucán.

La Quebrada Chacaito es un pequeño río que pasa por la ciudad de Caracas y que nace en los linderos del parque nacional El Ávila. Tiene su origen de la confluencia de las quebradas Nieves y La Adjunta ambas también localizadas dentro los linderos del parque nacional El Ávila. Mayormente fluye de norte a sur y desemboca en la quebrada El Ávila. El curso de dicha quebrada es utilizado como lindero occidental del Municipio Chacao del estado Miranda con respecto al Municipio Libertador del Distrito Capital (Venezuela).
Quebrada Agua de Maíz: tiene su origen en el los linderos del parque nacional El Ávila, después de cruzar la ciudad de Caracas en sus sector Este o mirandino desemboca en el río Guaire a nivel de la urbanización La Floresta, después de cruzar subterráneamente la pista de aterrizaje de la Base Aérea Generalísimo Francisco de Miranda. Es de notar que esta quebrada presenta una boca previa a su desembocadura que colinda con la autopista Francisco Fajardo y la cual en la última década ha causado fuertes inundaciones esta importante arteria vial de la ciudad de Caracas

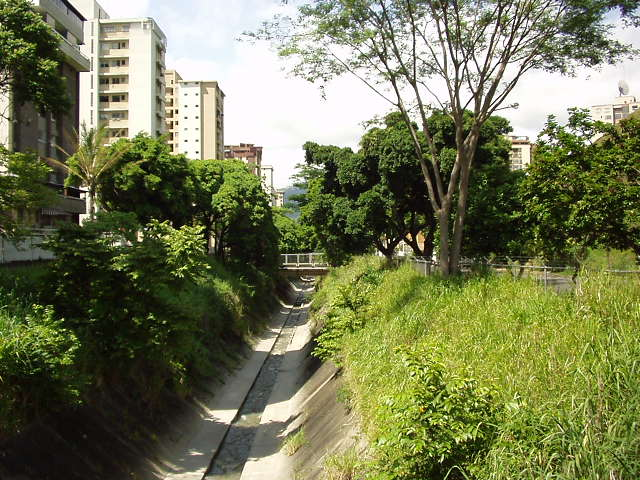
Río Caurimare.

Quebrada Sebucán: es un pequeño río que pasa por la ciudad de Caracas nace en los linderos del parque nacional El Ávila en la zona del estado Miranda. Mayormente fluye de norte a sur y desemboca en el río Guaire a nivel de urbanización Santa Cecilia, después de cruzar subterráneamente la pista de la Base Aérea Generalísimo Francisco de Miranda.
Río Tócome es el mayor afluente del Guaire por su caudal en el Valle de Caracas, que discurre por el sector este de la ciudad de Caracas en el estado Miranda, en los linderos parque nacional El Ávila al norte de la urbanización Los Chorros. Mayormente fluye de norte a sur en su parte media alta pasa por el parque Los Chorros y desemboca en el río Guaire frente a los depósitos de Aerocav en la avenida Río de Janeiro
Río Caurimare: es un pequeño cuerpo de agua que nace en los linderos del parque nacional El Ávila, se desplaza de norte a sur pasando por Petare y desembocando en río Guaire en la zona de El Llanito.

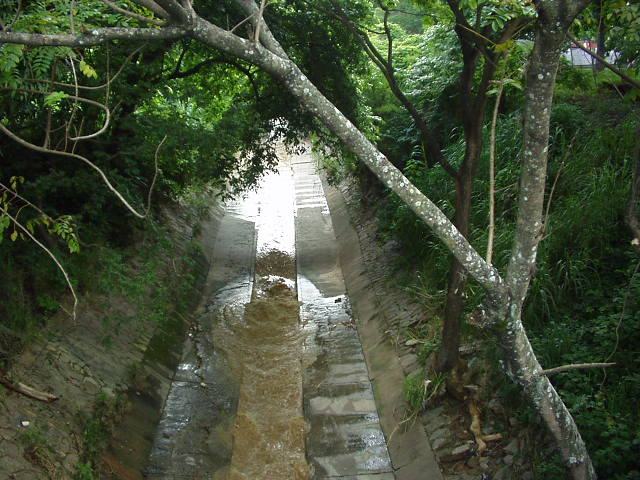
Río El Valle.

### Tributarios de la vetiente Sur sector La Adjuntas - Petare
Los cursos de agua de la vertiente sur del río Guaire son:
Río El Valle: el principal afluente del Río Guaire, proveniente de la vertiente sur del valle de Caracas, nace en las montañas al Sur Oeste de Caracas en la zona de la cortada del Guayabo cerca del pueblo de San Diego, a una altitud de 1300 metros. Este Río corre generalmente de sur hacia el Norte en unos 24 kilómetros hasta su confluencia con la Quebrada Turmerito la cual es su principal afluente, en donde emerge de las montañas, continuando su curso hacia el Noreste por unos 10 kilómetros hasta su desembocadura en el Río Guaire, un poco más adelante de la Ciudad Universitaria, antes de la boca de la Quebrada Los García en Bello Monte. El río presenta una variación de pendiente que va desde 50 metros por kilómetro en las cabeceras, hasta 6 metros por kilómetro en la desembocadura. El área de drenaje de la cuenca del Río Valle abarca 110 kilómetros cuadrados.

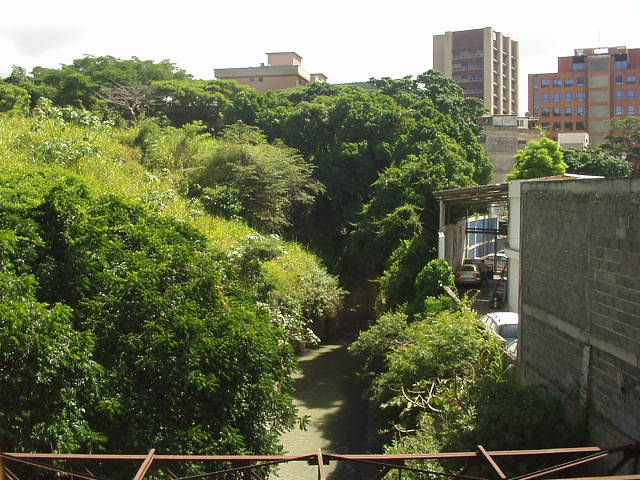
Quebrada Baruta.

Quebrada Baruta: es el segundo curso de agua en cuanto a volumen agua vertida al río Guaire en la vertiente sur de la cuenca, nace al noroeste de la población de Baruta. En el pasado esta quebrada presentó importancia histórica en cuanto a la minería de mineral de oro aluvional en el valle de Caracas. En la actualidad el cauce de esta quebrada de halla casi en su totalidad cubierto debajo de la urbanizaciones de la zona Sudeste de ciudad, desemboca en la urbanización Las Mercedes a unos 50 metros del Puente Veracruz frente a la fachada posterior de la Universidad Nacional Experimental de las Fuerzas Armadas (UNEFA), antiguo edificio Maraven. El nombre de la quebrada deriva de la voz indígena de los Baruta que en castellano es Jabillo nombre de un árbol

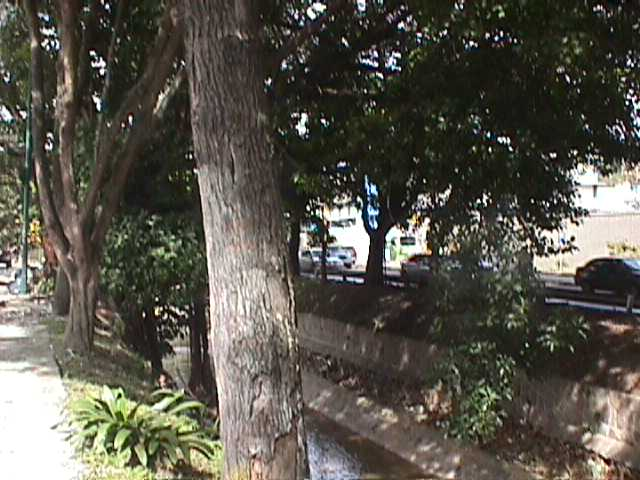
Quebrada La Guairita.

Quebrada La Guairita: es un pequeño curso de agua que recoge las aguas de las quebradas de la zona de Baruta, La Trinidad, El Hatillo y el Cafetal, nace el sitio conocido como Ojo de Agua al sur de Baruta. El área de la quebrada La Guairita cubre una superficie total de 2300 hectáreas y está formada por las quebradas La Virgen, Sartenejas, La Encantada, Manzanares, La Boyera y Paují. Todas confluyen a La Guairita, la cual a su vez drena hacia el río Guaire.

### Tributarios de vertiente Oeste sector Petare - Santa Lucía
Los cursos de agua de la vertiente Oeste del río Guaire es el Río Suapire el cual es un pequeño río proveniente de zonas agrícolas y lindero sur del Municipio Baruta y el Municipio El Hatillo.

### Tributarios de vertiente Este sector Petare - Santa Lucía
Los cursos de agua de la vertiente Este del río Guaire son: Quebrada La Lira, Quebrada Arenosa, Quebrada Pichao y Quebrada Siquire todas descendiendo de la fila de Mariche y por lo general so aportando un cierto volumen de agua a la cuenca durante la estación lluviosa.

### Embalses de cuenca del río Guaire

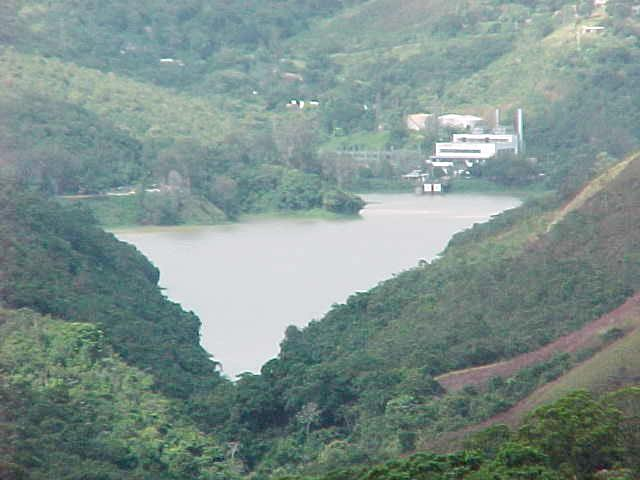
Embalse de La Mariposa visto desde el Parque Vinicio Adames.

Con el propósito de abastecer de agua a la ciudad de Caracas, se
han construido dos embalses para el almacenamiento del agua de la ciudad ellos el Embalse La Mariposa, sobre el Río El Valle, con un área tributaria de 46 kilómetros cuadrados y una capacidad de 8.700.000 metros cúbicos y localizada a una altura 981 m s. n. m. Esta represa a partir de 1957 se inició un proceso de alimentación principalmente por las aguas bombeadas del Sistema Tuy I. desde Río Tuy.
El segundo embalse corresponde a la represa de Macarao iniciando su actividad hacia el año 1874 durante el gobierno de Antonio Guzmán Blanco y con el correr de los tiempos se ha modificado hasta llegar a la actual presa. La presa tuvo una capacidad de 186.000 metros cúbicos hasta la cresta del aliviadero, cuando se construyó en el año 1948. Al presente, debido al agotamiento del almacenaje causado por la sedimentación, la capacidad ha disminuido a 90.000 metros cúbicos. En la actualidad su área de drenaje es de 109 kilómetros cuadrados y está alimentada través de un trasvase de cuenca en conducto de gravedad por aguas del embalse de Aguas Fría, sobre la Quebrada del mismo nombre, situado en la Cuenca del Río Tuy, a unos 14 kilómetros al este del embalse de Macarao.

## Fauna de la cuenca del río Guaire
La fauna natural de la cuenca del río Guaire, al igual que la flora de sus riberas, está altamente modificada, es inexistente debido a la alarmante contaminación, o muy restringida en las zonas más altas y aisladas de la cuenca.
El conocimiento de la fauna acuática del cuenca del río Guaire está reportado en varios trabajos de historia natural de los años 50 y 60 del siglo XX más recientemente se tiene un trabajo del años 2005 relacionado con crustáceos del parque nacional El Ávila en estos trabajos se reporta la siguiente fauna:

### Peces

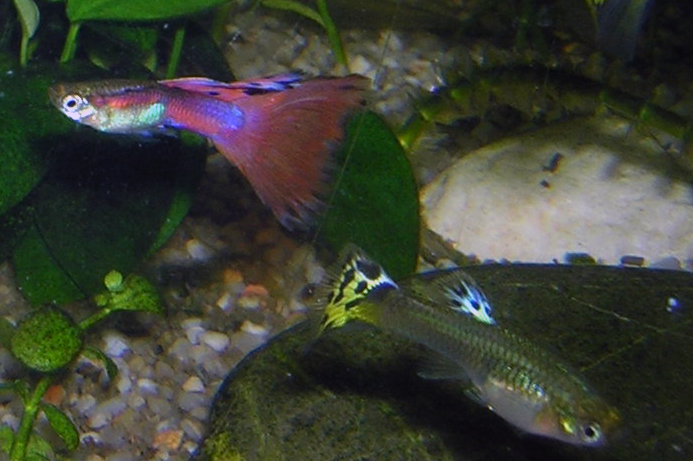
Poecilia reticulata (Guppy).

- Astyanax fasciatus (Cuvier, 1819).
- Chaetostoma guairense Steindachner, 1882.
- Characidium carenatum Eigenmann 1909.
- Creagrutus beni Eigenmann, 1911.
- Crenicichla macrophthalma Heckel, 1840.
- Crenicichla wallacii Reagan, 1905.
- Poecilia reticulata (Peters, 1859).
- Poeciliopsis gracilis (Heckel, 1840).
- Rhamdia humilis (Günther,, 1864).

- Rivulus bondi Schultz 1949.

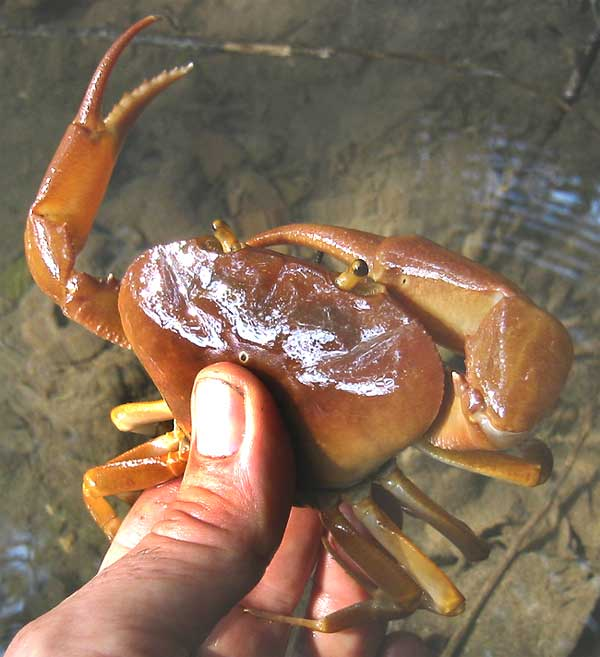
Pseudothelphusidae

- Trichomycterus mondolfi  (Schultz, 1945).
- Symbranchus marmoratus Bloch, 1795.

### Crustáceos
- Eudaniela ranchograndensis (Rodríguez 1966).
- Eudaniela iturbei (Rathbun, 1919).
- Eudaniela simoni (Rathbum, 1905).
- Microthelphusa racenisi (Rodríguez, 1966).
- Orthothelphusa venezuelensis (Rathbun, 1905).

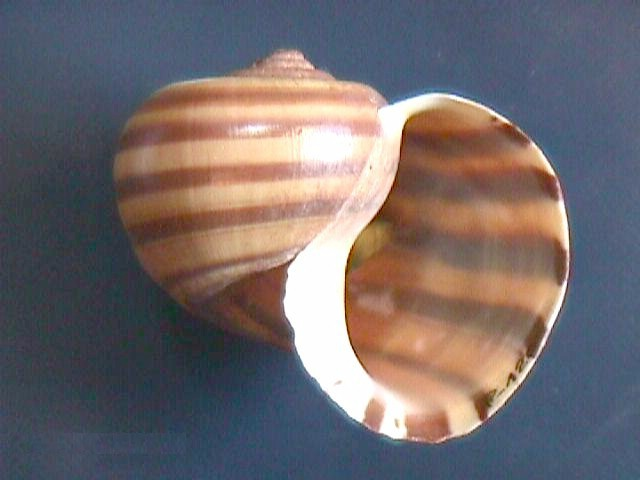
Pomacea glauca

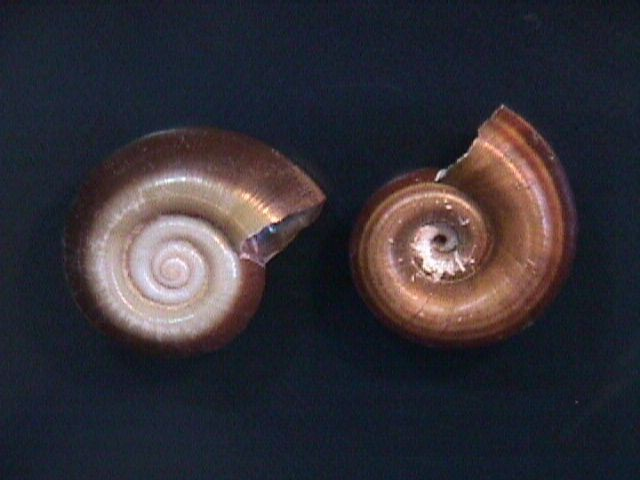
Marisa cornuarietis

### Moluscos
- Aplexa rivalis (Matón & Rackett, 1807).
- Deroceras leave (Müller, 1774).
- Eudolichotis distorta (Bruguière, 1789).
- Eudolichotis auryomphala (Jonas, 1844).
- Leptinaria unilamelata (Potiez & Michaud, 1838).
- Lymnaea columellaris Say, 1817.
- Lymnaea cubensis Pfeifer, 1839.
- Marisa cornuarietis Linnaeus, 1858.
- Megalobulimus oblongus (Müller, 1774).
- Pachychilus laevisimus (Sowerby, 1824).
- Plekocheilus marmoratus (Dunker, 1844).
- Pomacea glauca Linnaeus, 1856.
- Poteria translucidum (Sowerby 1843).
- Taphius glabratus (Say, 1818).
- Vaginulus occidentalis (Guilding, 1825).

## Galería
| Río Guaire y su cuenca |  |  |  |
|                        |  |  |  |
|                        |  |  |  |